# Johannes Hinz
Pour les articles homonymes, voir Hinz.
Johannes Hinz (né le 2 mars 1936 à Lauenburg-en-Poméranie et mort le 7 avril 2010 à Cologne) est un peintre et auteur de non-fiction allemand. Il a écrit des livres d'histoire locale sur la Poméranie

## Biographie
Né à Lauenburg-en-Poméranie, il passe son enfance dans le arrondissement poméranien de Bütow. Sa patrie est rattachée à la Pologne en 1945. Hinz est arrivé en République fédérale d'Allemagne en 1950. Après avoir obtenu son diplôme d'études secondaires à Michelstadt en 1957, il étudie d'abord la géographie et l'anglais à Francfort-sur-le-Main, Marbourg et Cologne, mais suit également des cours du soir artistiques à l'École Städel de Francfort-sur-le-Main. Il termine ses études en 1964 et vit depuis à Cologne. Il travaille comme peintre et dessinateur, Kurt Linden étant son mentor le plus important. Ses œuvres sont présentées dans plus de 70 expositions personnelles.
Hinz écrit également des livres d'histoire locale sur la Poméranie. Ses deux « grandes actions pour lesquelles il a reçu une grande reconnaissance » (Porada) sont Pommern – Wegweiser durch ein unvergessenes Land (1988) et Pommern - Lexicon (1994), tous deux parus dans plusieurs éditions. Depuis 1982, il publie des articles dans la Kulturpolitischen Korrespondenz publiée par le Conseil culturel de l'Allemagne de l'Est.
En 2006, Hinz reçoit le Prix de la culture de Poméranie (de). Il décède en 2010 à l'âge de 74 ans et est enterré au cimetière de Cologne-Longerich (couloir 17 n° 441a).